# قطعیت نداشتن اندازه‌گیری

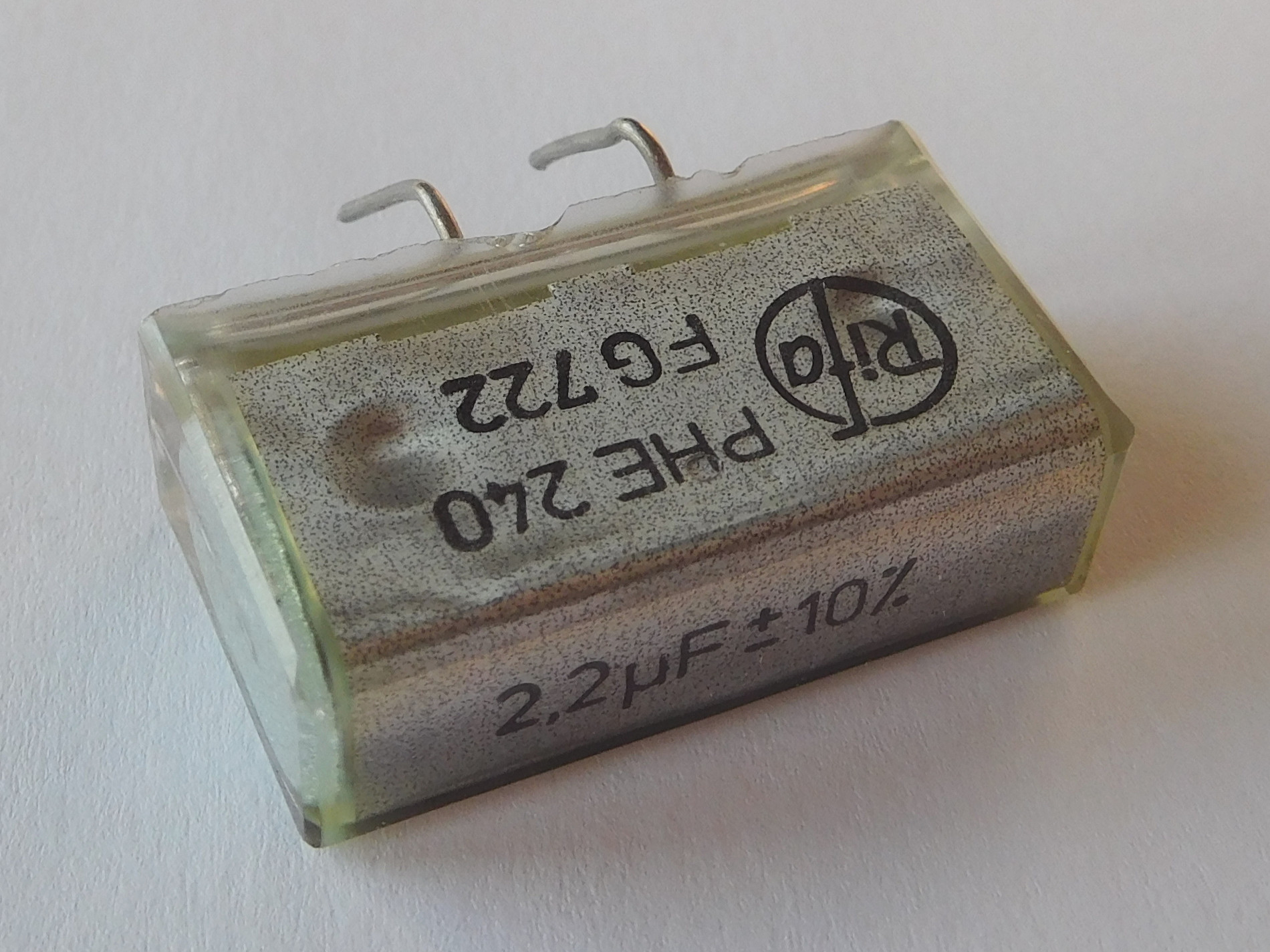
مخزن فیلم ریفا پی‌اچ‌ای

در مترولوژی، قطعیت نداشتن اندازه‌گیری یا قطعیت نبودن اندازه‌گیری (به انگلیسی: Measurement uncertainty) بیان پراکندگی آماری مقادیر نسبت داده‌شده به یک کمیت اندازه‌گیری‌شده در مقیاس فاصله‌ای یا نسبتی است.
همه اندازه‌گیری‌ها در معرض قطعی نبودن هستند و نتیجه اندازه‌گیری تنها زمانی کامل می‌شود که با بیانیه عدم قطعیت مرتبط، مانند انحراف معیار همراه باشد. طبق توافق بین‌المللی، این عدم قطعیت مبنای احتمالی دارد و دانش ناقصی از مقدار کمی را بازتاب می‌دهد. این یک پارامتر غیرمنفی است.
قطعیت نداشتن اندازه‌گیری اغلب به عنوان انحراف معیار توزیع احتمال دانش بر روی مقادیر ممکن که می‌تواند به یک کمیت اندازه‌گیری‌شده نسبت داده شود، در نظر گرفته می‌شود. قطعیت نداشتن نسبی، قطعیت نداشتن اندازه‌گیری نسبت به بزرگی یک انتخاب خاص برای مقدار کمیت اندازه‌گیری شده است، زمانی که این انتخاب غیرصفر باشد. این انتخاب واحد خاص معمولاً مقدار اندازه‌گیری نامیده می‌شود، که ممکن است به معنایی کاملاً تعریف‌شده بهینه باشد (مثلاً میانگین، میانه یا مُد). بنابراین، قطعیت نداشتن اندازه‌گیری نسبی، قطعیت نداشتن اندازه‌گیری تقسیم بر قدر مطلق مقدار اندازه‌گیری‌شده است، زمانی که مقدار اندازه‌گیری‌شده صفر نباشد.